# George W. Parshall

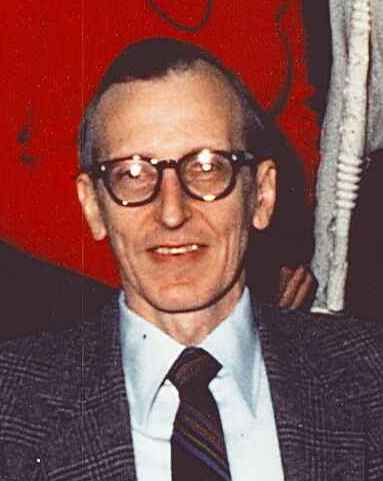
George W. Parshall, Ende 1980

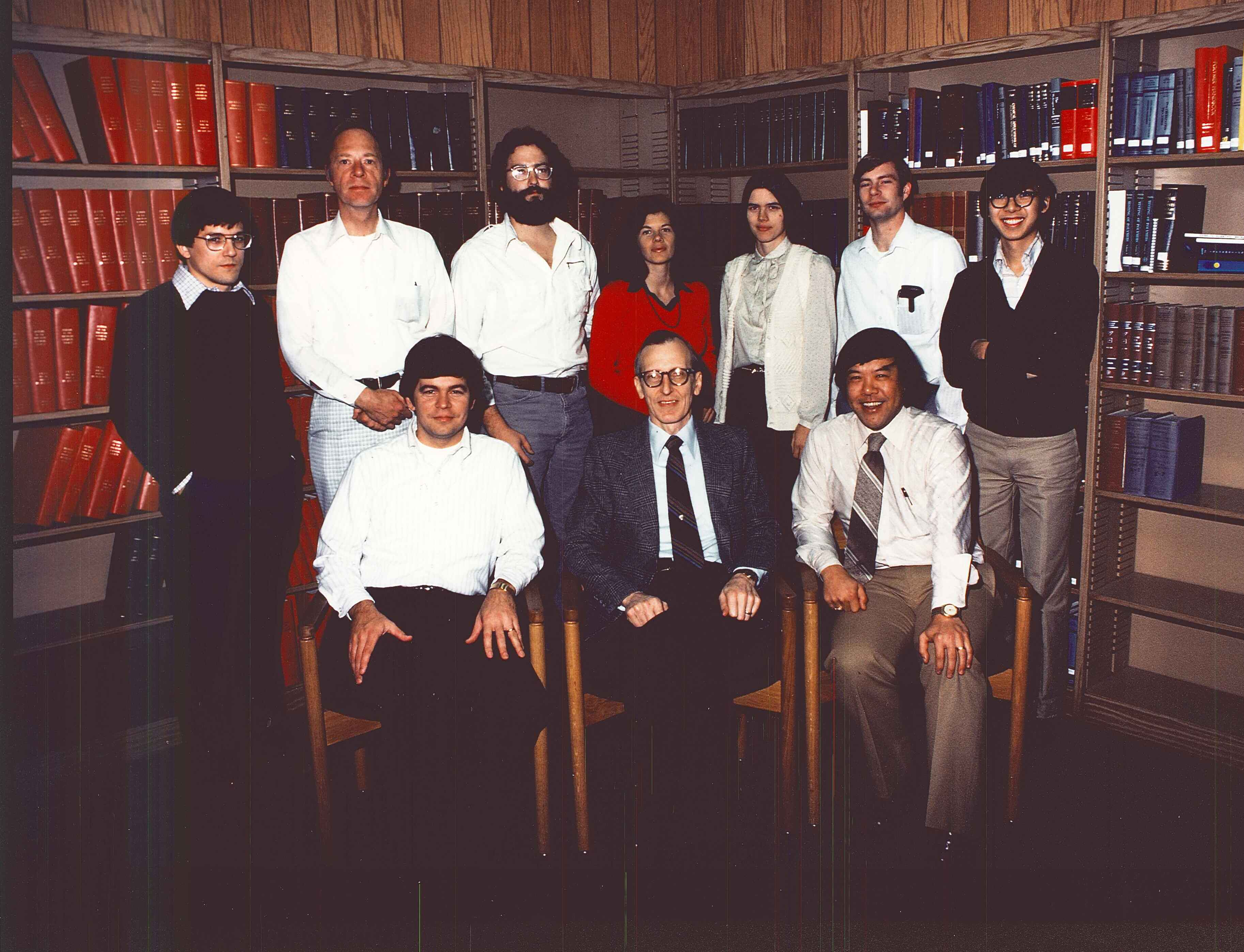
Parshalls Gruppe für metallorganische Chemie, Ende 1980. (Stehend: Jeffery S. Thompson, Frederick N. Tebbe, Thomas H. Tulip, Patricia L. Watson, Karin J. Karel, David L. Thorn und Wilson Tam. Sitzend: Steven D. Ittel, George W. Parshall, Donnie J. Sam)

George William Parshall (* 19. September 1929 in Hackensack; † 28. Juli 2019 in Milford) war ein US-amerikanischer Chemiker auf dem Gebiet der metallorganischen Chemie. Er erforschte die homogene Katalyse und arbeitete als leitender Wissenschaftler für DuPont de Nemours.

## Leben
George Parshall wurde in Hackensack geboren und erwarb 1951 den Bachelor of Science an der University of Minnesota. 1954 erhielt er mit Reynold C. Fuson als Doktorvater den Ph.D. in Organischer Chemie der University of Illinois at Urbana-Champaign. Im gleichen Jahr begann er seine Tätigkeit bei der Forschungsabteilung von Du Pont, wo er später Direktor für Chemiewissenschaften wurde. Von 1960 bis 1961 nahm er sich für das Imperial College London und 1986 für die University of Oxford eine Auszeit. Im Herbst 1994 war er Gastdozent bei Wladimir Nikolajewitsch Ipatjew an der Northwestern University. Parshall war Mitglied der American Academy of Arts and Sciences (1986), der New York Academy of Sciences, der National Academy of Sciences (1984), sowie bei Phi Beta Kappa, Phi Lambda Upsilon und Sigma Xi. 1995 erhielt er die American Institute of Chemists Gold Medal.
Er gehörte der Guild of Scholars of The Episcopal Church an und heiratete am 9. Oktober 1954 Naomi B. Simpson.
Parshall war Senior Manager bei DuPont, als es zur raschen Entwicklung und Vermarktung der metallorganischen Chemie und der homogenen Katalyse kam. Er leitete die Arbeit von mehr als 50 der 100 Wissenschaftler bei DuPont, unter ihnen Frederick N. Tebbe und Richard R. Schrock. Die Aktivierung von Kohlenstoff-Wasserstoff-Bindungen war ein wiederkehrendes Thema seiner eigenen Forschungsarbeit. Er erforschte die Verwendung geschmolzener Salze in der Katalyse und begründete die Organolanthanoidchemie. Außerdem führte er frühe Studien zur Stickstofffixierung durch. Parshall war eng mit dem Verfahren von DuPont zur Herstellung kritischer Polymerzwischenprodukte bei der Produktion von Nylon, Polyester und Elastan verbunden. Parshall verfasste zusammen mit Steven Ittel das Buch „Homogeneous Catalysis“. Parshall leitete auch die Entwicklung von Alternativen zu in Kühlschränken und Klimaanlagen verwendeten Fluorchlorkohlenwasserstoffen.
Im Jahr 1992 schied Parshall bei DuPont aus und schloss sich den Bemühungen, die Lagerbestände an Chemischen Waffen in den Vereinigten Staaten und auf der ganzen Welt zu vernichten, an. Als Mitglied des „Stockpile Committee“ des National Research Council beriet er die US-Armee bei der sicheren Zerstörung chemischer Waffen gemäß der Chemiewaffenkonvention.